# Улица Курчатова (Санкт-Петербург)
Улица Курча́това — улица в Выборгском районе Санкт-Петербурга. Проходит от проспекта Тореза, продолжая Институтский проспект, до площади академика Иоффе на пересечении с Политехнической улицей.

## История
Название «Яшумов переулок» впервые было присвоено в 1887 году по фамилии домовладельца проезду, начинавшемуся у Старопарголовского проспекта, шедшему на северо-восток и заканчивавшемуся тупиком возле Политехнической улицы. Недалеко от тупика к переулку примыкала Приютская улица, выходившая на Политехническую. При этом в некоторых адресных книгах переулок значился как «Ишумов».
Вторая часть улицы — от Ольгинской до Политехнической улицы — с конца XIX века представляла собой последний участок дороги в Сосновку, проходившей по Политехнической улице от Старо-Парголовского проспекта. В 1914 году улица была выделена под самостоятельный проезд, который назывался Сосновской улицей.
В 1950-х годах участок переулка севернее Ольгинской улицы был включён в территорию завода «Реконд», а к оставшемуся участку присоединили Сосновскую улицу. Тогда же по этому участку от трамвайного кольца у Политехнического института проложили одноколейную ветку для грузового трамвая до песчаного карьера на Ольгинской улице, которая использовалась до начала 1960-х. Современное название присвоено 16 января 1964 года в честь Игоря Васильевича Курчатова.

## Пересечения
- проспект Тореза
- улица Шателена
- улица Жака Дюкло
- Политехническая улица

## Транспорт
Ближайшие к улице Курчатова станции метро — «Политехническая» и «Площадь Мужества».
По улице проходят маршруты троллейбусов №№ 34 и 50, а также автобусов №№ 9, 40, 69, 94, 143 и 271.

## Объекты
- Дом 1 / пр. Тореза, 29 / ул. Шателена, 24 — НИИ по передаче электроэнергии постоянным током высокого напряжения, здание постройки 1935—1936 годов, изначально — школа, конструктивизм, частично перестроено в 1990-х годах.
- Дом 6, корпус 2 — жилой дом, сталинская архитектура, 1938—1939.
- Дом 14 — лабораторно-испытательный корпус НИИПТ, 1934—1936, конструктивизм. Оригинально решён вход в здание: мощный портал, облицованный туфом, симметрично расположенные большие круглые окна. В здании размещается Высоковольтный комплекс для испытания элементов воздушных линий электропередачи и оборудования переменного и постоянного тока. Август 2021 - начат демонтаж части здания.
- Корпуса ФТИ им. А. Ф. Иоффе РАН, имеющие нумерацию по Политехнической ул., 26 и 28, располагаются по обе стороны улицы Курчатова в самом её конце. Главное здание института, расположенное по правой (нечётной) стороне ул. Курчатова построено в 1912—1916 годах. по проекту архитектора Г. Д. Гримма для «убежища для престарелых неимущих потомственных дворян», в советское время частично перестраивалось, в том числе, более поздним расширением является фасад главного здания, выходящий на улицу Курчатова.